# De iure
De iure és una locució llatina que significa 'de dret', és a dir, amb reconeixement jurídic, legalment. S'oposa a de facto, que significa 'de fet'.
Una situació de iure és la que està reconeguda per la legalitat vigent o per l'autoritat competent en virtut d'una llei, reglament o acte formal. L'expressió s'utilitza sovint per a descriure una oposició entre la situació de iure què no sempre correspon a la situació real.

## Exemples
- Els Alts del Golan de iure són territori sirià, de facto són governats per Israel.
- Si de iure «el català és la llengua d'ús normal i preferent de les administracions públiques»[4] de facto «la realitat quotidiana, tossuda i mesella, assenyala que l'Administració de justícia, malgrat els esforços i els recursos invertits, ha esdevingut terra erma pel que fa al conreu del català.»[5]